# Блок-11,12 (туркменский нефтяной проект)
Блок-11,12, англ. Project Block 11, 12 — туркменский нефтегазовый проект, реализуемый на шельфе Каспийского моря на разведку углеводородных ресурсов. Лицензия на разведку углеводородных ресурсов, подписанное в 2002 году между правительством Туркмении и датской компании Maersk, охватывает нефтеносный участок «Блок 11-12».
В рамках проекта предусмотрена разработка нефти и газа на туркменском шельфе Каспийского моря. Район разработки не открыты месторождении. Разведанные запасы блока составляют не менее 1 трлн кубометров газа и более 0,5 млрд тонн нефти.
Участники проекта Блок-11,12 является немецкая нефтяная компания Wintershall holding AG (оператор), датская нефтяная компания Maersk и индийская «ONGC Mittal Enerji ltd».